# Mezquital, Chihuahua
Mezquital är en ort i Mexiko.   Den ligger i kommunen Saucillo och delstaten Chihuahua, i den nordvästra delen av landet, 1 100 km nordväst om huvudstaden Mexico City. Mezquital ligger 1 184 meter över havet och antalet invånare är 340.
Terrängen runt Mezquital är huvudsakligen platt, men österut är den kuperad. Mezquital ligger nere i en dal. Runt Mezquital är det mycket glesbefolkat, med 3 invånare per kvadratkilometer. Närmaste större samhälle är Saucillo, 4,1 km norr om Mezquital. Trakten runt Mezquital består till största delen av jordbruksmark.